# Altinópolis

Vị trí của Altinópolis trong bang São Paulo

Altinópolis là một đô thị ở bang São Paulo, Brasil. Altinópolis có dân số (năm 2007) là 15.139 người, diện tích là 929,426 km², mật độ dân số 18,1 người/km². Altinópolis nằm cách thủ phủ bang São Paulo 346 km. Altinópolis nằm ở khu vực khí hậu cận nhiệt đới. Theo điều tra năm 2000, Altinópolis có tổng dân số 15.481 người, trong đó có 12.547 người sống ở đô thị và 2934 người sống ở nông thôn. Chỉ số phát triển con người 0,823, tuổi thọ bình quân 75,12 năm, tỷ lệ biết đọc biết viết là 91,02% dân số. Tỷ lệ sinh 2,39 trẻ/bà mẹ, tỷ lệ trẻ dưới 1 tuổi tử vong là 16,66/1 triệu. Kinh tế chủ yếu là du lịch, thương mại, nông nghiệp.
Đô thị này giáp các đô thị: 